# Friedrich Langerfeldt
Jakob Friedrich Langerfeldt (* 29. April 1773 in Hannover; † 15. Dezember 1848 in Braunschweig) war ein deutscher Kaufmann im Textil-Einzelhandel, der sich auch für die Belange der Stadt Braunschweig und des Herzogtums Braunschweig engagierte.

## Leben
Friedrich Langerfeldt war Sohn eines Kaufmanns und durchlief ab 1788 eine kaufmännische Lehre in Braunschweig bei der Textil- und Manufakturwaren-Handlung Hauß Wwe., Möllenbeck & Co., wo vor ihm bereits sein Vater gelernt hatte. Am 12. Oktober 1800 heiratete er Philippine Louise Wilhelmine geb. Köppe (1778–1857). Langerfeldts Schwiegervater überschrieb ihm daraufhin sein Tuch- und Modegeschäft im Haus Neue Straße 11. Aus der Ehe ging der spätere Jurist und Politiker Gustav Langerfeldt hervor.
Friedrich Langerfeldt engagierte über sein eigenes Geschäft hinaus auch in öffentlichen Angelegenheit der Stadt Braunschweig, so unterstützte er seinen Vetter Johann Anton Leisewitz ab 1805 bei dessen Reform der braunschweigischen Armenpflege. Die bis dahin herzoglichen Armenanstalten konnten so in staatliche umgewandelt werden. Während der Braunschweiger Franzosenzeit kümmerte sich Langerfeldt um die Einquartierung der französischen Besatzungstruppen.
Sein großes Engagement neben seiner eigentlichen Unternehmertätigkeit führte schließlich dazu, dass er in den Beamtenstand aufgenommen wurde. Nach dem Ende der französischen Besatzung Braunschweigs Ende 1813, wurde er am 26. März 1818 von der Braunschweigischen Landesregierung zum Oberkommissar beim Fürstlichen Stadtgericht ernannt. Dieser Ernennung folgte 1820 die zum Landessteuerrat durch die Braunschweigische Landschaft und 1825 die zum Mitglied des Stadtmagistrats. Langerfeldt war in dieser Funktion für die Armen- und Steuersachen zuständig. 1832 schließlich folgte seine Beförderung zum Geheimen Finanzrat im herzoglichen Finanzkollegium.
Langerfeldt wurde 1812 in die Braunschweiger Freimaurerloge Carl zur gekrönten Säule aufgenommen und war von 1818 bis 1848 deren Meister vom Stuhl.
Vermutlich um das Jahr 1820 erwarb er das heutige Grundstück Löwenwall 16, das 1880 an den Zuckerfabrikanten Louis Gerloff verkauft wurde und auf dem dieser eine nach ihm benannte Gerloff’sche Villa errichten ließ.
Im Braunschweigischen Adreß-Buch für das Jahr 1847 ist er als Geheimer Finanzrat, Mitglied des Herzoglichen Finanz-Collegiums, Mitglied des Direktoriums der Herzoglichen Krankenhaus und Entbindungs-Anstalt und der Armen-Anstalten zu Braunschweig sowie als Konservator der Stiftung zum Andenken des 6. Februars 1794 verzeichnet.